# Aelfgar de Mercia
Aelfgar (muerto c. 1062) fue hijo de Leofric, conde de Mercia y de su bien conocida esposa Lady Godiva. Sucedió a su padre como conde de Mercia a la muerte de éste en 1057.

## Conde de East Anglia
Aelfgar sacó ventaja del exilio del conde Godwin de Wessex y sus hijos en 1051. Se le dio el condado de East Anglia, que había pertenecido a Harold Godwinson. El conde Godwin y el rey Eduardo el Confesor se reconciliaron el año siguiente, así que Harold fue restaurado en su condado, pero no por mucho tiempo. En la Pascua de 1053 Godwin murió, por lo que Harold se convirtió en conde de Wessex, y el condado de East Anglia volvió a Aelfgar.

## Conflicto con el rey Eduardo
Aelfgar parece haber aprendido de las tácticas que Godwin solía utilizar para presionar al rey Eduardo. Cuando fue exiliado en 1055, levantó una flota de 18 barcos en Irlanda y luego se dirigió a Gales, donde el rey Gruffydd se le unió con sus fuerzas. A dos millas de Hereford, el 24 de octubre, se enfrentaron con el ejército del conde de Herefordshire, Raúl el Tímido. El conde y sus hombres finalmente se dieron a la fuga, y Gruffydd y Aelfgar los persiguieron, matándolos e hiriéndolos a su paso, y aprobando salvajes represalias en Hereford. Saquearon y quemaron la ciudad, matando a muchos de sus ciudadanos. El rey Eduardo reunió un ejército y lo puso a cargo de Harold. Esta era una oposición más formidable, y Aelfgar y Gruffydd huyeron al sur de Gales. Sin embargo, el problema se resolvió mediante la diplomacia, y el conde Aelfgar fue reintegrado.

## Descendencia
Se sabe que Aelfgar tuvo al menos cuatro hijos. Uno de sus hijos, Burgheard, falleció antes que su padre, expirando cuando regresaba de Roma a principios de 1061, y fue enterrado en Reims. Esto llevó a Aelfgar a dar tierras en Staffordshire y Shropshire a la abadía de Reims, que se convirtieron en la dotación del priorato de Lapley. Le sobrevivieron tres hijos:
- Edwin, conde de Mercia.
- Morcar, conde de Northumbria.
- Edith, casada primero con Gruffydd ap Llywelyn y más tarde con Haroldo II de Inglaterra.[2]